# Првенство СФР Југославије у рагбију 1957.
Првенство СФР Југославије у рагбију 1957. је било 1. издање првенства комунистичке Југославије у рагбију. Играло се по правилима Рагби лиге. 
Титулу је освојило Јединство из Панчева.

## Учесници
|   | Тим                               | Република | Град    |
| - | --------------------------------- | --------- | ------- |
| 1 | Рагби лига клуб Јединство Панчево | Србија    | Панчево |
| 2 | ХАРК Младост                      | Хрватска  | Загреб  |
| 3 | Рагби клуб Раднички               | Србија    | Београд |
| 4 | Партизан                          | Србија    | Београд |

## Табела
Табела
|   | Тим       | ИГ | Д | Н | И | ПД | ПП | Б |  |
| - | --------- | -- | - | - | - | -- | -- | - |  |
| 1 | Јединство | 3  | 3 | 0 | 0 | 41 | 19 | 6 |  |
| 2 | Младост   | 3  | 2 | 0 | 1 | 82 | 29 | 4 |  |
| 3 | Партизан  | 3  | 1 | 0 | 2 | 30 | 27 | 2 |  |
| 4 | Раднички  | 3  | 0 | 0 | 3 | 28 | 96 | 0 |  |

| Првак Југославије у рагбију 1957.           |
| ------------------------------------------- |
| Рагби лига клуб Јединство Панчево 1. титула |